# Koenraad I van Bohemen
Koenraad I van Bohemen (circa 1035 - Praag, 6 september 1092) was hertog van Moravië-Znojmo, Moravië-Brno en Bohemen.

## Levensloop
Hij was de derde zoon van hertog Břetislav I van Bohemen en Judith van Schweinfurt.
In 1054 benoemde zijn vader hem tot hertog van Moravië-Znojmo. Nadat zijn broer Spythiněv II de Boheemse troon besteeg, werd hij naar Praag geroepen om het beheer van het koninklijk hof op zich te nemen. Nadat Spythiněv stierf en zijn andere broer Vratislav II in 1061 hertog van Bohemen werd, keerde Koenraad terug naar Moravië en werd hij ook benoemd tot hertog van Moravië-Brno. Koenraad werd gedurende zijn ambtstermijn gesteund door de Boheemse adel en voerde ook meerdere veldtochten tegen Polen. In 1082 overwon hij de Oostenrijkse markgraaf Leopold II. 
Nadat zijn jongere broer Otto I, de vierde zoon van het gezin, in 1087 stierf, erfde Koenraad ook het hertogdom Olomouc en heerste zo over de drie Moravische hertogdommen. Zijn broer Vratislav vond dit gevaarlijk en dacht dat Koenraad tegen hem ging rebelleren. In 1090 kwam het tot een oorlog tussen de broers, maar Koenraads vrouw kon Vratislav ervan overtuigen dat Koenraad nog steeds loyaal aan hem was. Het kwam tot een verzoening tussen de broers en Koenraad werd zelfs troonopvolger van Bohemen.
In 1092 volgde hij zijn overleden broer op als hertog van Bohemen. Koenraad bleef deze functie acht maanden uitoefenen, tot hij zelf stierf.

## Huwelijk en nakomelingen
Hij huwde in 1054 met Wirkpirk van Tengling. Samen kregen ze twee zonen:
- Oldřich (overleden in 1113), hertog van Moravië-Brno
- Lutold (overleden in 1112), hertog van Moravië-Znojmo

## Voorouders
| Voorouders van Vratislav II van Bohemen | Voorouders van Vratislav II van Bohemen                                  | Voorouders van Vratislav II van Bohemen                                  | Voorouders van Vratislav II van Bohemen                                  | Voorouders van Vratislav II van Bohemen                                  |
| --------------------------------------- | ------------------------------------------------------------------------ | ------------------------------------------------------------------------ | ------------------------------------------------------------------------ | ------------------------------------------------------------------------ |
| Overgrootouders                         | Boleslav II van Bohemen (928-999) ∞ Emma van Bohemen (945-1006)          | ? (-) ∞ ? (-)                                                            | Berthold van Schweinfurt (915-980) ∞ Heliksuinda van Walbeck (930-1015)  | Herbert van de Wetterau (930–992) ∞ Avalgau (957-1020)                   |
| Grootouders                             | Oldřich van Bohemen (970-1034) ∞ Božena (-)                              | Oldřich van Bohemen (970-1034) ∞ Božena (-)                              | Hendrik van Schweinfurt (950-1017) ∞ Gerberga van Gleiberg (970-1036)    | Hendrik van Schweinfurt (950-1017) ∞ Gerberga van Gleiberg (970-1036)    |
| Ouders                                  | Břetislav I van Bohemen (1002-1055) ∞ Judith van Schweinfurt (1003-1058) | Břetislav I van Bohemen (1002-1055) ∞ Judith van Schweinfurt (1003-1058) | Břetislav I van Bohemen (1002-1055) ∞ Judith van Schweinfurt (1003-1058) | Břetislav I van Bohemen (1002-1055) ∞ Judith van Schweinfurt (1003-1058) |
| Koenraad I van Bohemen (1035-1092)      |                                                                          |                                                                          |                                                                          |                                                                          |